# Jongeren Vrijwilligers Programma
Het Nederlandse Jongeren Vrijwilligers Programma (JVP) was een Nederlands ontwikkelingswerkprogramma geïnitieerd begin jaren zestig door de regering.
De organisatie werd opgericht met als oogmerk jongeren voor een bepaalde tijd uit te zenden voor ontwikkelingswerk in het buitenland. Het was een navolging van het door de Amerikaanse president president Kennedy geïnitieerde Amerikaanse Peace Corps. In Europa was dit programma het eerste dat op deze wijze werd opgezet.
In augustus 1963 begon een eerste groep jongeren aan een op een uitzending naar Kameroen gerichte opleiding van drie maanden. Deze vond voor een groot deel plaats bij het Koninklijk Instituut voor de Tropen te Amsterdam. De groep bestond uit tien vrouwelijke en elf mannelijke vrijwilligers. De uitzending kreeg veel aandacht in de publiciteit en van officiële instanties. Zo werd men voor vertrek door koningin Juliana ontvangen op paleis Soestdijk. Te Parijs, halverwege de treinreis naar Marseille, werden de jongelui uitgezwaaid door de toenmalige minister van Buitenlandse Zaken minister Luns. In Marseille werd ingescheept op een Franse pakketboot, de 'General Mangin'.
De groep vrijwilligers was in eerste instantie gestationeerd op het Agricultural Station te Bambuí, West-Kameroen. Door de snelheid waarmee het programma uit de grond gestampt was, waren er veel aanloopproblemen. Uiteindelijk kan toch gesproken worden van een geslaagde missie die tot op de dag van vandaag nog zijn sporen heeft nagelaten.
Het Jongeren Vrijwilligers Programma was een kort leven beschoren.
De Nederlandse regering besefte al snel dat de basis waarop deze vrijwilligers werden uitgezonden niet verantwoord was. Het JVP werd dan ook in 1965 omgezet in de Stichting Nederlandse Vrijwilligers (SNV). De rechtspositie en salarissen waren en zijn bij het SNV echter zo goed, dat hier in feite geen sprake meer is van vrijwilligers.